# Stazione di Ancona Marittima
La stazione di Ancona Marittima era una stazione ferroviaria del capoluogo marchigiano, situata all'interno del porto. Posizionata nel pieno centro della città, rappresentava, fino alla sua chiusura, avvenuta il 13 dicembre 2015, il capolinea della breve ferrovia Ancona-Ancona Marittima.

## Storia

### Origine
La ferrovia Ancona-Ancona Marittima e la sua stazione capolinea furono aperte il 4 luglio 1884 e sino al 22 maggio 1906 furono attive solo a tratti. L'edificio sorgeva inizialmente più a nord rispetto alla collocazione attuale ed era costituita da un fabbricato ad un solo piano, simile da quello degli adiacenti magazzini portuali in mattoni.
Dal 1920 sino al termine della Seconda guerra mondiale, la stazione si articolava nei due scali del molo Sud e del molo Nord e risultava abilitata, oltre che al traffico delle merci, a quello dei passeggeri e dei bagagli diretti a Fiume e a Zara.
I bombardamenti della Seconda guerra mondiale distrussero completamente l'edificio. Dal dopoguerra sino agli ultimi anni del '900, la biglietteria e la sala d'attesa rimasero collocate all'interno del palazzo che ospita la sede della RAI.

### La nuova stazione come capolinea della metropolitana di superficie
In occasione del Giubileo del 2000 venne costruita una nuova stazione.
La stazione era stata destinata dal Piano Provinciale dei Trasporti (approvato nel 1998) a costituire il capolinea della metropolitana di superficie del capoluogo marchigiano, da dove sarebbero partiti i treni diretti dal centro di Ancona verso vari rioni periferici e verso vari centri urbani limitrofi. Per realizzare il progetto sono state aperte anche nuove fermate ferroviarie: quella di Stazione di Ancona-Torrette, di Ancona Stadio, di Camerano-Aspio e di Falconara Stadio; il progetto prevedeva di utilizzare anche le già esistenti di Varano, Palombina, Falconara Marittima e Castelferretti-Falconara Aeroporto delle Marche.

### La chiusura

Percorso della linea Ancona centrale - Ancona marittima

Dopo un denso dibattito politico, la linea è stata smantellata a partire dal 13 dicembre 2015, giorno in cui il traffico ferroviario è stato sospeso e i treni sono stati sostituiti da un servizio di autolinea, che è rimasto attivo alcuni mesi.
Per mantenere la linea era già pronto un progetto delle Ferrovie dello Stato, volto ad adeguare la linea alle nuove norme di sicurezza. Il presidente delle Marche Luca Ceriscioli ha spiegato che la chiusura è stata decisa per la contrarietà di due soggetti: il Comune di Ancona (ricopriva la carica di Sindaco Valeria Mancinelli dall'11 giugno 2013) che riteneva la tratta rischiosa e l'Autorità portuale che riteneva il progetto di adeguamento troppo impattante.
La chiusura è stata preceduta da interrogazioni in Parlamento, proteste di piazza, petizioni e incontri con ex dirigenti Trenitalia e Rfi, oltre che varie iniziative organizzate da associazioni cittadine.

### Il progetto di riattivazione del Ministero delle Infrastrutture
Al fine di collegare il porto con l'aeroporto, è stata progettata, da parte della RFI, la riattivazione della stazione marittima di Ancona; la stazione è stata a tal fine inserita nel documento strategico della mobilità ferroviaria del Ministero delle Infrastrutture del 2022.
Anche l'assessore regionale alla mobilità si è dichiarato nel 2021 favorevole alla riapertura della stazione, ritenuta "infrastruttura strategica" per il rilancio dell'aeroporto e dell'interporto
Per quanto riguarda l'amministrazione comunale, nel dicembre 2024 il sindaco ha dichiarato che, in accordo con Rete Ferroviaria Italiana (RFI) e Regione, la rete aerea sarà ricostruita e la stazione ferroviaria marittima riattivata, ritornando al progetto di farne il punto terminale del percorso di una metropolitana di superficie che collegherà l'aeroporto con la stazione centrale, il porto e il centro cittadino. La riattivazione sarà limitata ai due binari del servizio passeggeri.

## Strutture ed impianti
La stazione disponeva di un fabbricato non aperto ai viaggiatori e abilitato al servizio dei numerosi treni merci per lo scalo marittimo.
Si contavano 5 binari passeggeri, di cui 3 dedicati al servizio viaggiatori, in quanto muniti di banchina. I marciapiedi erano collegati tramite una passerella sui binari. Non era presente alcun scalo merci, anche se dopo alcune centinaia di metri si apriva un buon numero di binari tronchi per il servizio merci del porto.

## Servizi
La stazione disponeva di:
- Servizi igienici

## Interscambi
La stazione era servita, a poche decine di metri di distanza, dalle autolinee urbane e suburbane e dalla rete filoviaria di Ancona, gestite dalla società Conerobus, con fermata in Piazza Kennedy.
- Fermata filobus (linea 1/4)
- Fermata autobus

Fra il 1881 e il 1949 nell'attuale Piazza Kennedy era presente una fermata della rete tranviaria di Ancona.